# Viesca
Viesca ist ein Ort mit knapp 4.000 Einwohnern im Südwesten des mexikanischen Bundesstaats Coahuila; er ist Verwaltungssitz des gleichnamigen Municipio und seit dem Jahr 2012 als Pueblo Mágico eingestuft.

## Lage und Klima
Viesca liegt im Südwesten des in weiten Teilen wüsten- oder halbwüstenartigen Bundesstaates Coahuila in einer Höhe von ca. 1100 m; ca. 1 km östlich des Ortes befindet sich die Senke eines nur nach heftigen oder langanhaltenden Regenfällen wasserhaltigen Sees. Die Entfernung zur östlich gelegenen Großstadt Saltillo beträgt etwa 240 km (Fahrtstrecke); die Großstadt Torreón befindet sich knapp 92 km nordwestlich. Das Klima ist eher wüstenartig und trocken; Regen (ca. 225 mm/Jahr) fällt eigentlich nur im Sommerhalbjahr. 

## Bevölkerung
| Jahr      | 2000  | 2020  |
| Einwohner | 3.494 | 3.522 |

Die Bevölkerung besteht in der Hauptsache aus Indios und Mestizen. Umgangssprachen sind zumeist Nahuatl und Spanisch.

## Wirtschaft
Noch bis in die erste Hälfte des 20. Jahrhunderts lebte die Bevölkerung weitgehend als Selbstversorger von ein wenig Landwirtschaft und Viehzucht. Die Salzgewinnung war ein wichtiger Wirtschaftszweig, wurde aber bereits im 19. Jahrhundert eingestellt.

## Geschichte
Im Jahr 1731 wurde der Ort als San José y Santiago del Alamo gegründet. In den 1830er Jahren erhielt er zu Ehren des ersten Gouverneurs des im Jahr 1824 neu geschaffenen Bundesstaats Coahuila und Texas den Namen San José de Viesca.

## Sehenswürdigkeiten
- Das noch aus der Kolonialzeit stammende Straßennetz des Ortes ist rechtwinklig angelegt.
- Die an der Plaza Mayor stehende Iglesia de Santiago Apóstol stammt aus dem 17./18. Jahrhundert; der schmucklose Glockenturm (campanario) ist später angebaut worden. Das Innere der Kirche ist einschiffig, verfügt aber über ein Querhaus.
- Die barocke Iglesia de Santa Ana de los Hornos gehörte ehemals zu einer Hacienda.

Umgebung
- Die Dünenlandschaft der Dunas de Bilbao befindet sich ca. 15 nordwestlich.